# Elaeagnus macrophylla
Elaeagnus macrophylla är en havtornsväxtart som beskrevs av Carl Peter Thunberg. Elaeagnus macrophylla ingår i släktet silverbuskar, och familjen havtornsväxter. Inga underarter finns listade i Catalogue of Life.